# Jerry Horton
Jerry Allan Horton Jr. (født 10. marts 1975) er en amerikansk guitarist, der er kendt fra bandet Papa Roach. Før han blev guitarist i Papa Roach var han taglægger. Det var gennem en af Jerrys ekskærester at han fik øje på bandet, og i slutningen af 1993 blev han ringet op af forsangeren Jacoby Shaddix, der spurgte om han ikke ville spille sammen med dem.
I dag føler Jerry at Papa Roach er mere bror for ham, end hans egen bror. Men på trods af det, er han mere principfast end hans bandmedlemmer, bl.a. ved at han hverken drikker eller ryger.
D. 21. december 2002 blev han gift med modellen Jessica Lee.
Jerry har, i samarbejde med guitarfabrikanten Schecter, produceret flere signature modeller, herunder en Schecter C-1 guitar, hvor Papa Roach-logoet er trykt i bunden, og en Tempest Custom.